# Sunfish (U-Boot, 1937)
HMS Sunfish (Kennung: N81) war ein U-Boot der britischen Royal Navy im Zweiten Weltkrieg. Das U-Boot wurde 1944 an die verbündete Sowjetunion übergeben, ging aber schon bei der Überfahrt nach Nordrussland durch Eigenbeschuss verloren.

## Konstruktive Merkmale
siehe: konstruktive Merkmale der S-Klasse
Die Sunfish (engl.: Sonnen- bzw. Mondfisch) war ein Boot des zweiten Bauloses der erfolgreichen S-Klasse. Dieses Baulos wird auch als Shark-Klasse bezeichnet. Als einziges U-Boot ihrer Klasse besaß die Sunfish den verstärkten Dieselantrieb der später im Krieg gebauten Baulose der S-Klasse, wodurch sie über Wasser mehr als einen Knoten schneller als ihre Schwesterschiffe war.

## Geschichte
siehe: Geschichte der Shark-Klasse und detaillierte Geschichte der S-Klasse
Die Sunfish wurde am 22. Juli 1935 auf der Chatham Dockyard in Chatham auf Kiel gelegt und lief am 30. September 1936 vom Stapel. Die Royal Navy stellte sie am 2. Juli 1937 in Dienst.
Nach dem Ausbruch des Zweiten Weltkrieges operierte die Sunfish in der Nordsee.
Am 19. Februar 1940 griff sie 30 sm nordöstlich von Helgoland bei 54° 28′ N, 7° 11′ O das deutsche U-Boot U 14 an. Alle vier Torpedos verfehlten ihr Ziel.
Am 9. April 1940 begannen deutsche Streitkräfte im Rahmen des Unternehmens Weserübung mit der Besetzung Dänemarks und Norwegens. Die Sunfish nahm an den Abwehrkämpfen aktiv teil. Am 9. April versenkte das britische U-Boot im Kattegat bei 58° 13′ N, 11° 13′ O den deutschen Transporter Amasis (7129 BRT) mit Torpedos. Am Vormittag des 10. April verfehlte sie ein deutsches Hilfspatrouillenboot und den Frachter Hanau (5892 BRT). Am Abend desselben Tages torpedierte und versenkte die Sunfish bei 58° 3′ N, 11° 0′ O das deutsche Transportschiff Antares (2593 BRT). Am 13. April torpedierte und beschädigte sie bei 58° 1′ N, 11° 20′ O die deutsche U-Boot-Falle Schiff 40 / Schürbeck und versenkte am folgenden Tag bei 57° 42′ N, 10° 54′ O die U-Boot-Falle Schiff 35 / Oldenburg.
Am 5. Dezember 1940 versenkte das britische U-Boot vor dem Sildegap bei Position 62° 3′ N, 5° 6′ O das finnische Handelsschiff Oscar Midling (2182 BRT) mit Torpedos. Am 7. Dezember wurde das norwegische Handelsschiff Dixie (1715 BRT) vor Stadlandet bei 62° 10′ N, 5° 5′ O mit Torpedos beschädigt.
Die Sunfish wurde am 10. April 1944 an die sowjetische Marine übergeben, die das U-Boot am 26. Juni 1944 mit dem Namen W-1 (В-1) in Dienst stellte.
Am 27. Juli 1944 befand sich die W-1 vor der norwegischen Küste auf dem Weg nach Murmansk. Das U-Boot war nicht auf dem vorgesehenen Kurs, als eine britische Consolidated B-24 sie entdeckte. Für ein derartiges Zusammentreffen war vorgesehen, dass das U-Boot nicht abtaucht und Signalraketen abfeuert. Die W-1 tauchte aber ab, weshalb die Bomberbesatzung sie für ein feindliches U-Boot hielt und mit Wasserbomben angriff. Das U-Boot wurde vernichtend getroffen. Die gesamte Besatzung fand den Tod.